# WWE Royal Rumble (2020)
Der 33. WWE Royal Rumble 2020 war eine Wrestling-Veranstaltung der WWE, die als Pay-per-View und auf dem WWE Network ausgestrahlt wurde. Sie fand am 26. Januar 2020 im Minute Maid Park in Houston, Texas, Vereinigte Staaten statt. Es war die 33. Austragung des Royal Rumble seit 1988. Die Veranstaltung fand zum fünften Mal nach 1989, 1997, 2007 und 2017 in Texas statt.

## Hintergrund
Im Vorfeld der Veranstaltung wurden acht Matches angesetzt, davon zwei für die Pre-Show. Diese resultierten aus den Storylines, die in den Wochen vor dem Royal Rumble bei Raw und SmackDown, den wöchentlichen Shows der WWE, gezeigt wurden. Als Hauptkampf wurde ein traditionelles Royal-Rumble-Match, eine 30-Mann-Battle-Royal angesetzt.

### Pre-Show-Matches
Nach einer mehrwöchigen Fehde zwischen Sheamus und Shorty G., bestritten sie ein Match in der Pre-Show. Dieses wurde von Sheamus gewonnen. Zudem verteidigte Andrade seine WWE United States Championship gegen Humberto Carrillo.

### Pay-per-View-Matches
Nach einer Monate andauernden Fehde zwischen Roman Reigns und King Corbin bestritten sie beim Royal Rumble ein Falls Count Anywhere Match. Dieses wurde von Reigns gewonnen.
Mit einer Fehde zwischen Bayley zusammen mit Sasha Banks bestritt Lacey Evans ein Match um die SmackDown Women’s Championship, den Titel konnte sie jedoch nicht gewinnen.
Nach mehreren Wochen, in denen sich Daniel Bryan mit „The Fiend“ Bray Wyatt fehdete, kam es zu einem Strap Match, um die WWE Universal Championship. Dieses Match wurde von Bray Wyatt gewonnen.
Mit einer kurzen Fehde zwischen Becky Lynch und Asuka, bestritten sie ein Match um die Raw Women’s Championship. Becky Lynch gewann das Match und verteidigte somit ihren Titel.

### Main Event
Nach einer Promo von Brock Lesnar, in welche er behauptete, dass er fähig sei als Nummer 1 in das Royal Rumble Match zu starten und alle weiteren Teilnehmer, zu eliminieren und das Match somit für sich zu entscheiden, wurde er als 14-ter aus dem Match von Drew McIntyre eliminiert. Vorher gelang es Lesnar 13 Teilnehmer zu eliminieren. Das Match wurde zum Schluss von McIntyre gewonnen.

## Ergebnisse

### Übersicht
| Matchart                                                                    |                 |      |                               | Zeit  |
| --------------------------------------------------------------------------- | --------------- | ---- | ----------------------------- | ----- |
| Singles-Match (Pre-Show-Match)                                              | Sheamus         | bes. | Shorty G                      | 12:38 |
| Singles-Match um die WWE United States Championship (Pre-Show-Match)        | Andrade (C)     | bes. | Humberto Carrillo             | 14:17 |
| Falls Count Anywhere Match                                                  | Roman Reigns    | bes. | King Corbin                   | 21:18 |
| 30-Frauen-Royal-Rumble-Match                                                | Charlotte Flair | bes. | Shayna Baszler und 28 weitere | 54:17 |
| Singles-Match um die SmackDown Women’s Championship                         | Bayley (C)      | bes. | Lacey Evans                   | 09:25 |
| Strap-Match um die WWE Universal Championship                               | Bray Wyatt (C)  | bes. | Daniel Bryan                  | 17:21 |
| Singles-Match um die Raw Women’s Championship                               | Becky Lynch (C) | bes. | Asuka                         | 16:24 |
| 30-Mann-Royal-Rumble-Match um einen Platz im Main Event von WrestleMania 34 | Drew McIntyre   | bes. | Roman Reigns und 28 weitere   | 60:07 |

### Royal-Rumble-Match (Männer)
| #  | Name              | Brand      | Eliminiert als | Eliminiert durch | Zeit im Ring | Eliminierungen |
| -- | ----------------- | ---------- | -------------- | ---------------- | ------------ | -------------- |
| 01 | Brock Lesnar      | Raw        | 14.            | Drew McIntyre    | 26:24        | 13             |
| 02 | Elias             | SmackDown  | 01.            | Brock Lesnar     | 01:00        | 0              |
| 03 | Erick Rowan       | Raw        | 02.            | Brock Lesnar     | 00:08        | 0              |
| 04 | Robert Roode      | SmackDown  | 03.            | Brock Lesnar     | 00:41        | 0              |
| 05 | John Morrison     | SmackDown  | 04.            | Brock Lesnar     | 00:09        | 0              |
| 06 | Kofi Kingston     | SmackDown  | 07.            | Brock Lesnar     | 05:06        | 0              |
| 07 | Rey Mysterio      | Raw        | 05.            | Brock Lesnar     | 02:54        | 0              |
| 08 | Big E             | SmackDown  | 06.            | Brock Lesnar     | 00:53        | 0              |
| 09 | Cesaro            | SmackDown  | 08.            | Brock Lesnar     | 00:18        | 0              |
| 10 | Shelton Benjamin  | Raw        | 09.            | Brock Lesnar     | 00:37        | 0              |
| 11 | Shinsuke Nakamura | SmackDown  | 10.            | Brock Lesnar     | 00:20        | 0              |
| 12 | MVP               | Free Agent | 11.            | Brock Lesnar     | 00:24        | 0              |
| 13 | Keith Lee         | NXT        | 12.            | Brock Lesnar     | 03:32        | 0              |
| 14 | Braun Strowman    | SmackDown  | 13.            | Brock Lesnar     | 01:50        | 0              |
| 15 | Ricochet          | Raw        | 15.            | Drew McIntyre    | 03:09        | 0              |
| 16 | Drew McIntyre     | Raw        | 0–             | Sieger           | 34:11        | 06             |
| 17 | The Miz           | SmackDown  | 16.            | Drew McIntyre    | 00:30        | 0              |
| 18 | AJ Styles         | Raw        | 17.            | Edge             | 07:49        | 0              |
| 19 | Dolph Ziggler     | SmackDown  | 22.            | Roman Reigns     | 12:20        | 0              |
| 20 | Karl Anderson     | Raw        | 20.            | Randy Orton      | 09:46        | 0              |
| 21 | Edge              | Free Agent | 28.            | Roman Reigns     | 23:43        | 03             |
| 22 | King Corbin       | SmackDown  | 19.            | Drew McIntyre    | 04:06        | 01             |
| 23 | Matt Riddle       | NXT        | 18.            | King Corbin      | 00:41        | 0              |
| 24 | Luke Gallows      | Raw        | 20.            | Edge             | 02:00        | 0              |
| 25 | Randy Orton       | Raw        | 27.            | Edge             | 14:37        | 01             |
| 26 | Roman Reigns      | SmackDown  | 29.            | Drew McIntyre    | 16:01        | 02             |
| 27 | Kevin Owens       | Raw        | 24.            | Seth Rollins     | 06:59        | 0              |
| 28 | Aleister Black    | Raw        | 23.            | Seth Rollins     | 05:06        | 0              |
| 29 | Samoa Joe         | Raw        | 25.            | Seth Rollins     | 04:25        | 0              |
| 30 | Seth Rollins      | Raw        | 26.            | Drew McIntyre    | 04:01        | 03             |

### Royal-Rumble-Match (Frauen)
| #  | Name              | Brand      | Eliminiert als | Eliminiert durch           | Zeit im Ring | Eliminierungen |
| -- | ----------------- | ---------- | -------------- | -------------------------- | ------------ | -------------- |
| 01 | Alexa Bliss       | SmackDown  | 15.            | Bianca Belair              | 26:34        | 04             |
| 02 | Bianca Belair     | NXT        | 16.            | Charlotte Flair            | 33:20        | 08             |
| 03 | Molly Holly       | Free Agent | 03.            | Bianca Belair              | 10:21        | 0              |
| 04 | Nikki Cross       | SmackDown  | 05.            | Bianca Belair, Alexa Bliss | 15:08        | 0              |
| 05 | Lana              | Raw        | 01.            | Liv Morgan                 | 02:29        | 0              |
| 06 | Mercedes Martinez | NXT        | 04.            | Mandy Rose, Sonya Deville  | 08:14        | 0              |
| 07 | Liv Morgan        | Raw        | 02.            | Lana                       | 08:14        | 01             |
| 08 | Mandy Rose        | SmackDown  | 06.            | Bianca Belair              | 08:49        | 01             |
| 09 | Candice LeRae     | NXT        | 08.            | Bianca Belair              | 09:01        | 0              |
| 10 | Sonya Deville     | SmackDown  | 07.            | Bianca Belair              | 05:31        | 01             |
| 11 | Kairi Sane        | Raw        | 09.            | Alexa Bliss                | 05:22        | 0              |
| 12 | Mia Yim           | NXT        | 11.            | Alexa Bliss                | 06:30        | 0              |
| 13 | Dana Brooke       | SmackDown  | 14.            | Bianca Belair              | 05:26        | 0              |
| 14 | Tamina            | SmackDown  | 10.            | Bianca Belair              | 00:39        | 0              |
| 15 | Dakota Kai        | NXT        | 12.            | Chelsea Green              | 01:32        | 0              |
| 16 | Chelsea Green     | NXT        | 13.            | Alexa Bliss                | 00:12        | 01             |
| 17 | Charlotte Flair   | Raw        | 0–             | Siegerin                   | 27:19        | 04             |
| 18 | Naomi             | SmackDown  | 26.            | Shayna Baszler             | 22:01        | 0              |
| 19 | Beth Phoenix      | Free Agent | 28.            | Shayna Baszler             | 27:05        | 01             |
| 20 | Toni Storm        | NXT UK     | 25.            | Shayna Baszler             | 18:40        | 0              |
| 21 | Kelly Kelly       | Free Agent | 18.            | Charlotte Flair            | 02:29        | 0              |
| 22 | Sarah Logan       | Raw        | 17.            | Charlotte Flair            | 00:28        | 0              |
| 23 | Natalya           | Raw        | 27.            | Beth Phoenix               | 14:43        | 0              |
| 24 | Xia Li            | NXT        | 20.            | Shayna Baszler             | 10:49        | 0              |
| 25 | Zelina Vega       | Raw        | 22.            | Shayna Baszler             | 09:31        | 0              |
| 26 | Shotzi Blackheart | NXT        | 23.            | Shayna Baszler             | 07:57        | 0              |
| 27 | Carmella          | SmackDown  | 24.            | Shayna Baszler             | 06:36        | 0              |
| 28 | Tegan Nox         | NXT        | 21.            | Shayna Baszler             | 03:50        | 0              |
| 29 | Santino Marella   | Free Agent | 19.            | Eliminierte sich selbst    | 01:01        | 01             |
| 30 | Shayna Baszler    | NXT        | 29.            | Charlotte Flair            | 04:27        | 08             |